# Moses Hess
Moses (Moše) Hess (21. ledna 1812 – 6. dubna 1875) byl marxisticky orientovaný filozof židovského původu a jeden z čelných představitelů tzv. dělnického sionismu.

## Život
Narodil se v Bonnu, který v té době nenáležel k Německu, ale Francii. Jméno Moses (francouzsky "Moises") dostal po svém dědečkovi z matčiny strany. Byl to právě dědeček, kdo mu vštípil základy židovské filozofie a směřoval jej k pozdějšímu studiu filozofie na univerzitě, svá univerzitní studia však Hess nedokončil.
Názorově začal brzy tíhnout k socialismu a zároveň se spolupodílet na rodícím se sionistickém hnutí. Své názory nastínil v dílech Svaté dějiny lidstva (1837), Evropská triarchie (1841) a Řím a Jeruzalém: Poslední národnostní otázka (1862). Aby svým postojům dodal na váze, navzdory svému buržoazně-židovskému původu se oženil se Sibyllou Pesch, manuálně pracující dělnicí a navíc katoličkou. Údajně se měla živit i jako kurtizána a měl to být právě on sám, kdo ji napravil, jeho životopisec Silberner však soudí, že jde o smyšlenou legendu.
V Paříži, kde se později usadil, působil jako dopisovatel listu "Rheinische Zeitung", plátku vydávaného porýnskými podnikatelskými kruhy, v němž mj. publikoval i Karel Marx. Potlačení francouzské revoluce v r. 1848 a vypuknutí prusko-francouzské války jej donutilo hledat dočasný azyl mimo Francii, nejprve v Belgii, posléze ve Švýcarsku. Zemřel v Paříži, pohřben byl, dle svého přání, na židovském hřbitově v Kolíně. V roce 1961 byly jeho ostatky památně uloženy na hřbitov dělnických sionistů v severoizraelském kibucu Kvucat Kineret. Na jeho počest byl pojmenován mošav Kfar Hess.

## Myšlenky
Ve svých myšlenkách předložil originální syntézu myšlenek marxismu a sionismu, jeho ideálem je vybudovat židovský stát s fungujícím komunistickým zřízením. Jako marxista prosazuje syntézu Hegelovy dialektické metody s materialismem, tzv. dialektický materialismus.
Bývá mu připisováno několik výroků, které vstoupily do učebnic marxismu, údajně právě on, nikoliv Marx, měl jako první pronést, že "náboženství je opium lidstva".
Přes nesporný přínos marxistické teorii se jeho myšlenky v mnoha ohledech od tradiční marxistické nauky odlišují. Podle něj např. není dějinný vývoj určován ani tak třídním bojem, jak tvrdí tradiční marxisté, nýbrž mnohem spíše bojem mezi různými národy či rasami.

### Ukázky z myšlení
- "Německý antisemitismus by nezažehnalo, ani kdyby se Židé zřekli své víry. Němcům totiž vadí židovská rasa mnohem více než židovská víra - spíš je popudí židovský nos, než židovská zbožnost."

- "Rasový boj je prvotní, třídní boj druhotný. Poslední rasou bude německá."

- "Konečný rasový boj je nevyhnutelný."

- "Prožíváme mesiášský věk, jenž započal Spinozovým učením a Francouzskou revolucí bude završen."

- "Záleží jen nás Židech. Judaismu, jak snili filozofové, patří budoucnost... Všechny národy zrodily vlastní dějinný kult, všechen lid se, stejně jako Židé, musí stát lidem božím."

(Ukázky z publikace Řím a Jeruzalém)
- "Křesťanství slibuje lepší budoucnost v nebi. My ji slibujeme zde na zemi."

(Ukázka z publikace Komunistická konfese)

## Dílo
- Svaté dějiny lidstva (1837)
- Evropská triarchie (1841)
- O peněžním systému (1845)
- Komunistická konfese (1846)
- Důsledky proletářské revoluce (1847)
- Řím a Jeruzalém (1862)
- Listy o poslání Izraele (1864)
- Velkokapitál a Říše (1869)
- Kolektivisté a komunisté (1869)
- Dynamická teorie podstaty (1877)

### Překlady
- Dějiny Židů, III. vydání (1866 – 1867, překlad do francouzštiny)